# Courcelles-sur-Aire
Pour les articles homonymes, voir Courcelles.
Courcelles-sur-Aire est une commune française située dans le département de la Meuse, en région Grand Est.

## Géographie

### Hydrographie
La commune est traversée par la ligne de partage des eaux entre les régions hydrographiques « la Seine de sa source au confluent de l'Oise (exclu) » et « la Seine du confluent de l'Oise (inclus) à l'embouchure » au sein du bassin Seine-Normandie. Elle est drainée par l'Aire, le Fossé 01 de la commune de Courcelles-sur-Aire, le Bouvrot, l'Aire et le Fossé 02 de la commune de Courcelles-sur-Aire,.
L'Aire, d'une longueur de 125 km, prend sa source dans la commune de Saint-Aubin-sur-Aire, à 324 m d'altitude, et se jette  dans l'Aisne, en rive droite à Senuc, à 104 m d'altitude, après avoir traversé 36 communes. Les caractéristiques hydrologiques de l'Aire sont données par la station hydrologique située sur la commune de Beausite. Le débit moyen mensuel est de 3,79 m3/s. Le débit moyen journalier maximum est de 58,2 m3/s, atteint lors de la crue du 21 décembre 1993. Le débit instantané maximal est quant à lui de 63,1 m3/s, atteint le même jour.

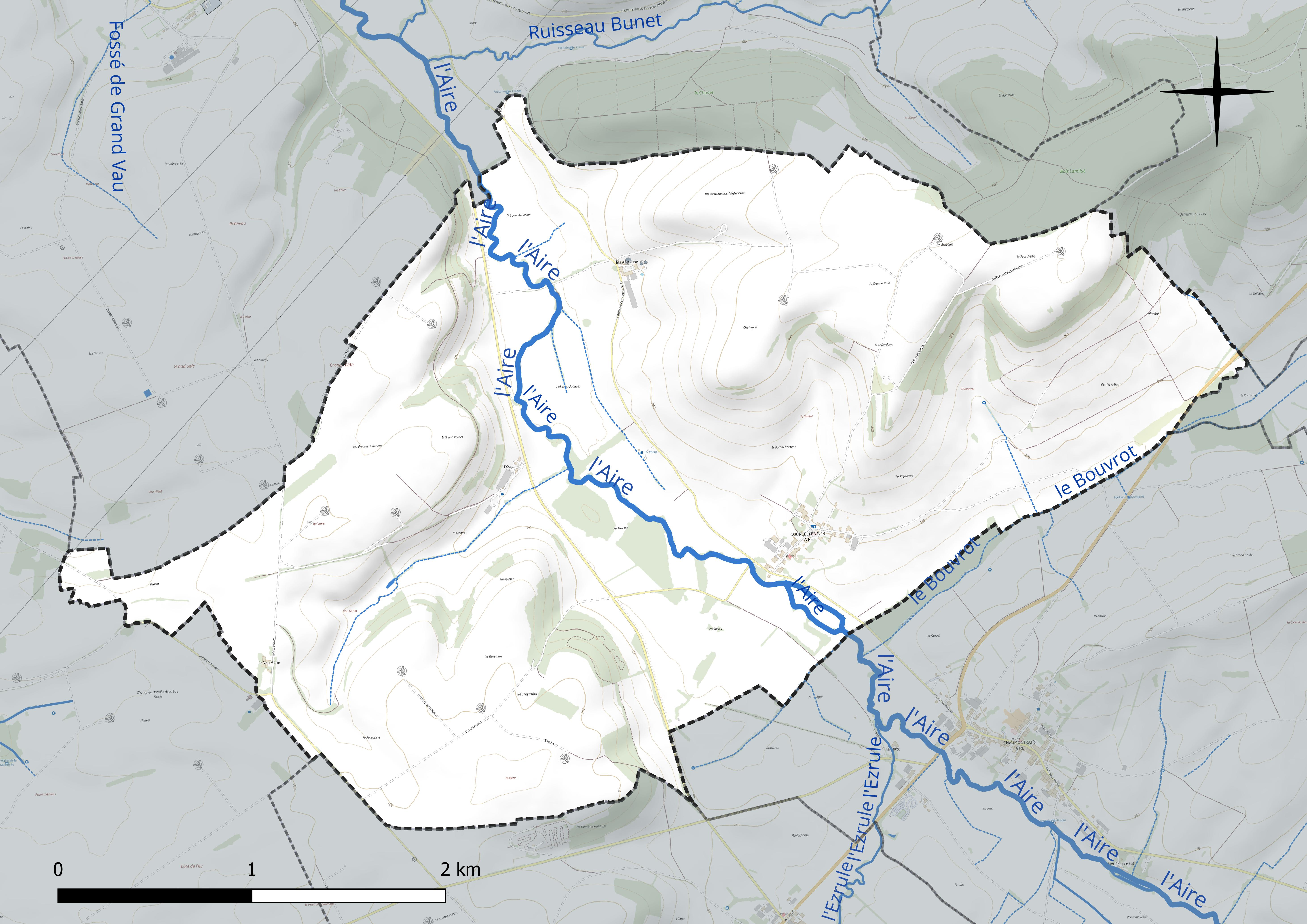
Réseau hydrographique de Courcelles-sur-Aire.

### Climat
Pour des articles plus généraux, voir Climat du Grand Est et Climat de la Meuse.
En 2010, le climat de la commune est de type climat de montagne, selon une étude du Centre national de la recherche scientifique s'appuyant sur une série de données couvrant la période 1971-2000. En 2020, Météo-France publie une typologie des climats de la France métropolitaine dans laquelle la commune est exposée à un climat océanique altéré et est dans la région climatique  Lorraine, plateau de Langres, Morvan, caractérisée par un hiver rude (1,5 °C), des vents modérés et des brouillards fréquents en automne et hiver. 
Pour la période 1971-2000, la température annuelle moyenne est de 9,6 °C, avec une amplitude thermique annuelle de 15,9 °C. Le cumul annuel moyen de précipitations est de 1 026 mm, avec 14,3 jours de précipitations en janvier et 9,8 jours en juillet. Pour la période 1991-2020, la température moyenne annuelle observée sur la station météorologique de Météo-France la plus proche, « Chaumont_sapc », sur la commune de Chaumont-sur-Aire à 2 km à vol d'oiseau, est de 10,8 °C et le cumul annuel moyen de précipitations est de 850,0 mm. 
La température maximale relevée sur cette station est de 41,1 °C, atteinte le 25 juillet 2019 ; la température minimale est de −15,5 °C, atteinte le 20 décembre 2009,,. 
Les paramètres climatiques de la commune ont été estimés pour le milieu du siècle (2041-2070) selon différents scénarios d'émission de gaz à effet de serre à partir des nouvelles projections climatiques de référence DRIAS-2020. Ils sont consultables sur un site dédié publié par Météo-France en novembre 2022.

## Urbanisme

### Typologie
Au 1er janvier 2024, Courcelles-sur-Aire est catégorisée commune rurale à habitat très dispersé, selon la nouvelle grille communale de densité à sept niveaux définie par l'Insee en 2022.
Elle est située hors unité urbaine. Par ailleurs la commune fait partie de l'aire d'attraction de Bar-le-Duc, dont elle est une commune de la couronne,. Cette aire, qui regroupe 86 communes, est catégorisée dans les aires de 50 000 à moins de 200 000 habitants,.

### Occupation des sols
L'occupation des sols de la commune, telle qu'elle ressort de la base de données européenne d’occupation biophysique des sols Corine Land Cover (CLC), est marquée par l'importance des territoires agricoles (96,4 % en 2018), une proportion identique à celle de 1990 (96,4 %). La répartition détaillée en 2018 est la suivante : 
terres arables (69,5 %), prairies (26,9 %), forêts (3,6 %). L'évolution de l’occupation des sols de la commune et de ses infrastructures peut être observée sur les différentes représentations cartographiques du territoire : la carte de Cassini (XVIIIe siècle), la carte d'état-major (1820-1866) et les cartes ou photos aériennes de l'IGN pour la période actuelle (1950 à aujourd'hui).

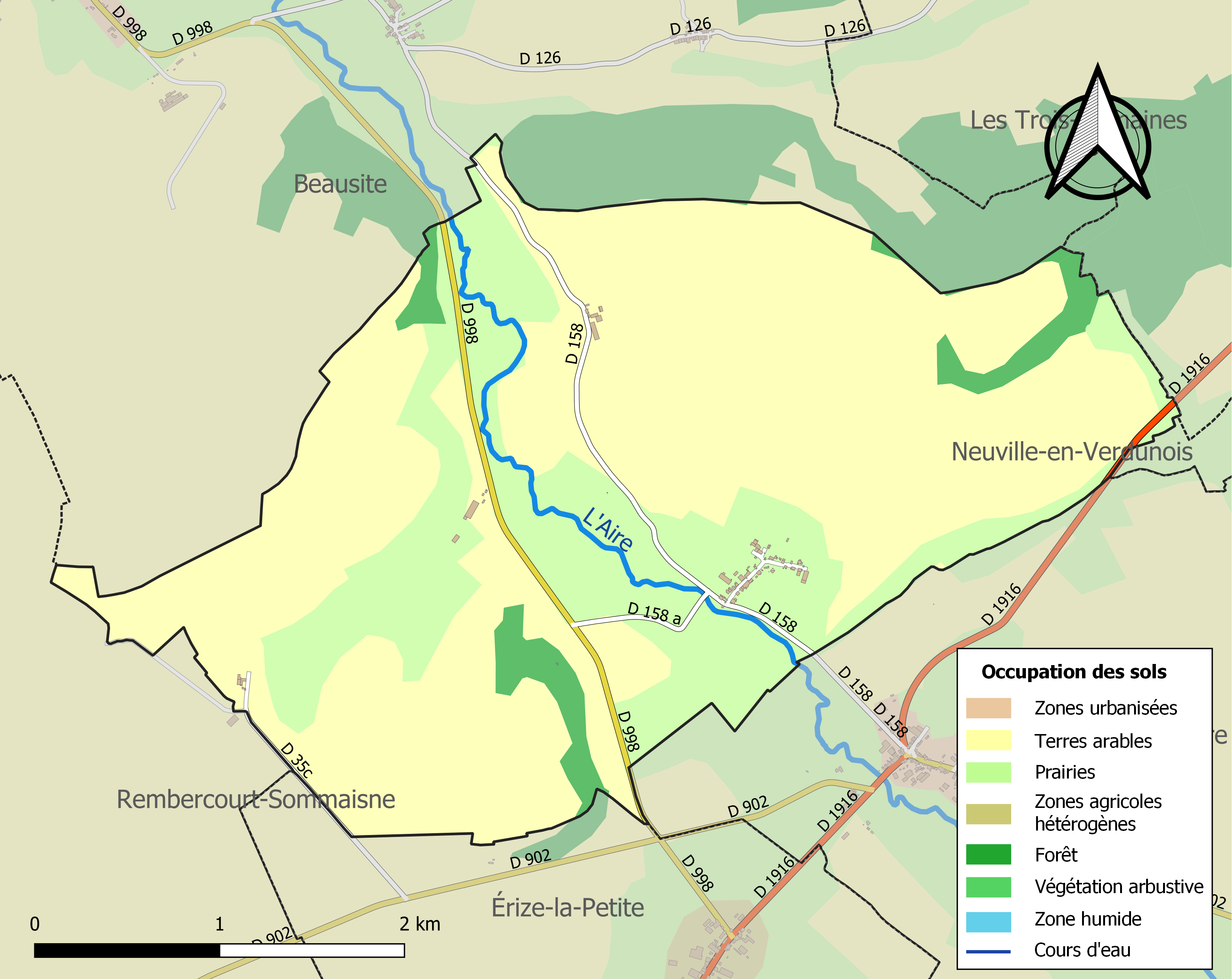
Carte des infrastructures et de l'occupation des sols de la commune en 2018 (CLC).

## Toponymie
Le nom de la localité est attesté sous la forme Corceles en 1163.
Courcelle est un nom commun en moyen français (Renaissance) qui désigne une « petite cour » ou un « petit jardin », pluriel du bas-latin corticella « petit domaine », « petite ferme ».
L'Aire est une rivière, dans les départements de la Meuse et des Ardennes, qui traverse le territoire de la commune.

## Politique et administration

### Liste des maires
| Période                                  | Période  | Identité                                         | Étiquette | Qualité            |
| ---------------------------------------- | -------- | ------------------------------------------------ | --------- | ------------------ |
| Les données manquantes sont à compléter. |          |                                                  |           |                    |
| mars 2001                                | 2008     | Yves Raulet                                      |           |                    |
| mars 2008                                | En cours | Gérard L'Huillier Réélu pour le mandat 2020-2026 |           | Ancien agriculteur |

### Politique environnementale
Le parc éolien de la Voie sacrée, mis en service en juillet 2007 par Sorgenia France, est situé sur le territoire de la commune et ceux voisins de Beausite, Raival et Érize-la-Petite. Composé de 27 éoliennes, il développe une puissance totale de 54 MW.

## Population et société

### Démographie
L'évolution du nombre d'habitants est connue à travers les recensements de la population effectués dans la commune depuis 1793. Pour les communes de moins de 10 000 habitants, une enquête de recensement portant sur toute la population est réalisée tous les cinq ans, les populations de référence des années intermédiaires étant quant à elles estimées par interpolation ou extrapolation. Pour la commune, le premier recensement exhaustif entrant dans le cadre du nouveau dispositif a été réalisé en 2005.

En 2022, la commune comptait 42 habitants, en évolution de +5 % par rapport à 2016 (Meuse : −4,4 %, France hors Mayotte : +2,11 %).
| 1793 | 1800 | 1806 | 1821 | 1831 | 1836 | 1841 | 1846 | 1851 |
| ---- | ---- | ---- | ---- | ---- | ---- | ---- | ---- | ---- |
| 229  | 218  | 259  | 249  | 315  | 354  | 400  | 326  | 306  |

| 1856 | 1861 | 1866 | 1872 | 1876 | 1881 | 1886 | 1891 | 1896 |
| ---- | ---- | ---- | ---- | ---- | ---- | ---- | ---- | ---- |
| 282  | 280  | 245  | 234  | 214  | 202  | 187  | 175  | 150  |

| 1901 | 1906 | 1911 | 1921 | 1926 | 1931 | 1936 | 1946 | 1954 |
| ---- | ---- | ---- | ---- | ---- | ---- | ---- | ---- | ---- |
| 160  | 179  | 155  | 85   | 110  | 110  | 135  | 111  | 105  |

| 1962 | 1968 | 1975 | 1982 | 1990 | 1999 | 2005 | 2006 | 2010 |
| ---- | ---- | ---- | ---- | ---- | ---- | ---- | ---- | ---- |
| 92   | 72   | 65   | 65   | 54   | 57   | 43   | 42   | 37   |

| 2015 | 2020 | 2022 | - | - | - | - | - | - |
| ---- | ---- | ---- | - | - | - | - | - | - |
| 40   | 41   | 42   | - | - | - | - | - | - |

## Culture locale et patrimoine

### Lieux et monuments

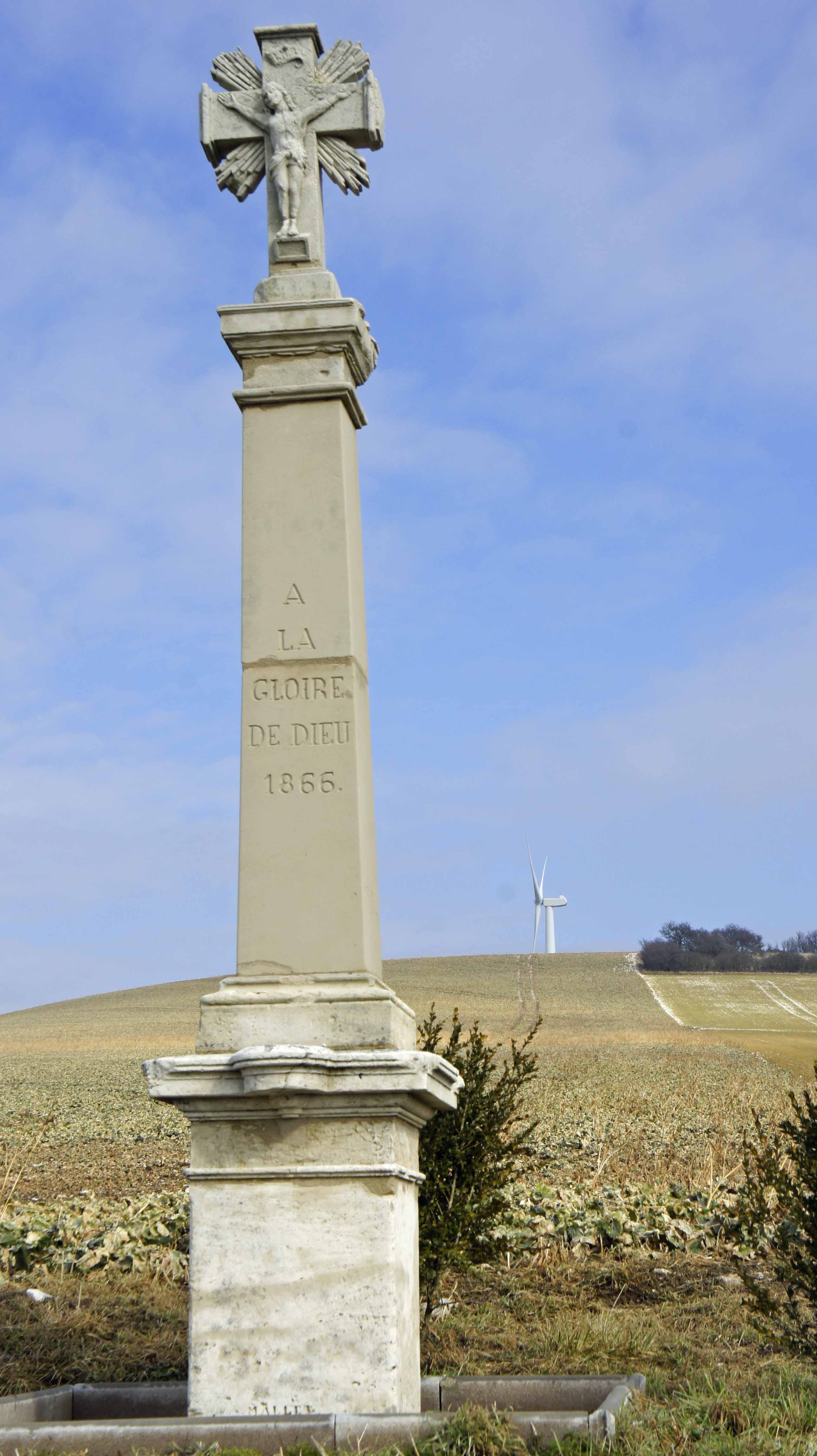
Croix de 1866 et éolienne en arrière-plan.

- L'église Sainte-Agathe.

### Héraldique
| Blason de Courcelles-sur-Aire | Blason  | D'azur à la bande d'or chargée d'une hélice de bateau de gueules accostée de deux cœurs du même, flamboyants d'argent et posés en bande, et accompagnée, en chef, d'un coq hardi d'argent, crêté et barbé de gueules et, en pointe, d'un cor de chasse d'argent. |
| Blason de Courcelles-sur-Aire | Détails | Création de R.A. Louis avec les conseils de la Commission Héraldique de l'UCGL. Adopté par la commune en décembre 2014. |